# Baran Ali Gezek
Baran Ali Gezek (* 26. srpna 2005) je turecký profesionální fotbalista, který hraje na pozici záložníka za klub Kayserispor.

## Klubová kariéra
Gezek je mládežnickým produktem klubů Mezitlispor, Mersin Ter Spor a Kayserispor. Dne 22. července 2022 podepsal svou první profesionální smlouvu s Kayserisporem na 3 roky. Svůj seniorský a profesionální debut si odbyl 21. srpna 2022 v dresu Kayserisporu jako náhradník při prohře 2:0 v Süper Lig s İstanbulem Başakşehir.

## Reprezentační kariéra
Gezek je mládežnickým reprezentantem Turecka a hrál za turecký tým U17 na Mistrovství Evropy ve fotbale hráčů do 17 let 2022.